# Tudor Gheorghe
Tudor Gheorghe (1 de agosto de 1945, Podari, distrito de Dolj, Rumania) es un cantante, compositor y actor rumano, nacido en una familia de campesinos. Su infancia, y sobre todo su adolescencia, fueron problemáticas, por culpa del régimen comunista que había entonces en Rumania. Su padre, cantante en una iglesia, fue detenido y encarcelado por los comunistas en Aiud, por motivos políticos.
En la Rumania comunista, le fue prohibido a Tudor Gheorghe organizar conciertos durante una entera década, hasta la Revolución anticomunista de 1989. Las autoridades le censuraron los espectáculos, y en 1979 le prohibieron los conciertos completamente, después del estreno de su espectácolo "A un sincero poeta". Después de 1989, volvió a ser una estrella en Rumania.

## Estudios
Su infancia, pero especialmente su adolescencia, fue difícil para él. El padre, cantante de la iglesia, fue arrestado como legionario y encarcelado como preso político en Aiud. 
Asistió a la escuela secundaria Nicolae Bălcescu (hoy Colegio Nacional Carol I en Craiova) en Craiova y luego a los cursos del Instituto de Teatro en Bucarest, clase de actuación, graduándose en 1966.

## Honores y premios
- El presidente de Rumania, Ion Iliescu, confirió a Tudor Gheorghe el 29 de noviembre de 2002 la Orden Nacional de la Estrella de Rumania en el rango de Caballero, "para la creación y transmisión con talento y dedicación de importantes obras literarias para la civilización rumana y universal".[2]
- El 23 de noviembre de 2010, el presidente interino de la República de Moldavia, Mihai Ghimpu, le otorgó la máxima distinción estatal: la Orden de la República.[3]

## Discografía
Álbumes de estudio
- 1973: Viața Lumii
- 1975: Cîntece. De Dragoste, de Țară
- 1976: Veniți, Privighetoarea Cîntă
- 1978: Tudor Gheorghe
- 1989: Primăvara
- 2001: Primăvara Simfonic
- 2001: Toamna Simfonic
- 2002: Petrecerea cu Taraf
- 2002: Pe-un Franc Poet
- 2003: Iarna Simfonic
- 2004: Diligența cu Păpuși
- 2006: Trimite Vorbă - Petrecerea cu Taraf 2

Álbumes en vivo
- 1998: Reîntoarcerea
- 2000: Mie-mi Pasă!
- 2005: Răsuri și Trandafiri
- 2006: Cu Iisus în Celulă
- 2006: În Căutarea Dorului Pierdut
- 2006: Vara Simfonic
- 2007: Calvarul Unei Inime Pribegi
- 2007: Cand Dumnezeu Era Mai Jos - Petrecerea cu Taraf 3
- 2007: Parfumele Nebunelor Dorinți
- 2013: Degeaba
- 2013: Mahalaua Mon Amour
- 2013: La Margine de Imperii
- 2013: Chemarea Păsarii de Acasă